# Kriegerdenkmal Diesdorf

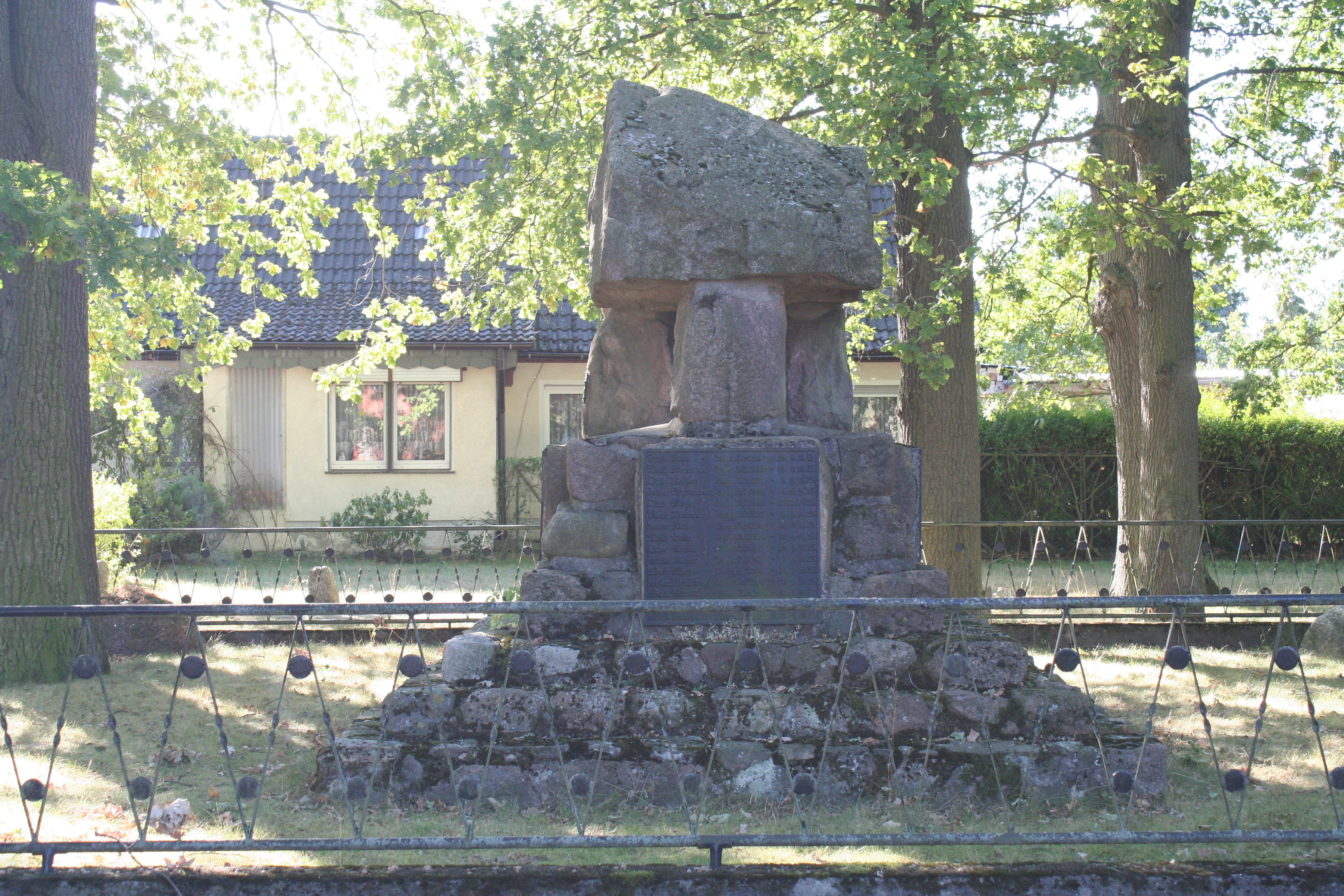
Kriegerdenkmal in der Gemeinde Diesdorf

Das Kriegerdenkmal Diesdorf ist ein denkmalgeschütztes Kriegerdenkmal der Gemeinde Diesdorf in Sachsen-Anhalt. Im örtlichen Denkmalverzeichnis ist das Kriegerdenkmal unter der Erfassungsnummer 094 25378 als Kleindenkmal verzeichnet.

## Allgemeines
Das Kriegerdenkmal auf einer Freifläche an der Kreuzung der Wittinger Straße und Bergstraße in Diesdorf ist den gefallenen Soldaten des Ersten Weltkriegs gewidmet. Es besteht aus mehreren Teilen und ist eingefriedet. Der größere Teil des Denkmals besteht aus fünf Findlingen auf einem mehrstufigen Sockel aus Feldsteinen, wobei vier Kleine einen Großen stützen. In diesen Teil des Denkmals sind mehrere Gedenktafeln eingelassen. Die Gedenktafeln bestehen aus Gussstahl und sind teilweise nur noch schwer zu entziffern. Nach 1945 wurde das Denkmal um eine Gedenktafel für die Gefallenen des Zweiten Weltkriegs erweitert. Der zweite Teil des Denkmales ist ein kleiner Findling mit einer Inschrift vor dem größeren Teil.
Im Kreisarchiv des Altmarkkreises Salzwedel ist die Ehrenliste der Gefallenen des Ersten Weltkriegs erhalten geblieben. Die Gedenktafel für die Gefallenen der Befreiungskriege von 1813–1815, die laut preußischer Anordnung in jedem Ort geschaffen werden musste, ist nicht mehr vorhanden. In den Akten von 1816 sind im Landesarchiv Sachsen-Anhalt die Listen der Gefallenen aber noch erhalten geblieben.
In der Dorfkirche Diesdorf waren Gedenktafeln für die Gefallenen der verschiedensten Kriege hinter dem Altar aufgehängt. Diese wurden in den 1970er Jahren abgenommen, der Verbleib ist ungeklärt.

## Inschrift
Großer Findling
Gedenktafel Zweiter Weltkrieg
kleiner Findling